# Laurel Springs
Laurel Springs es un borough ubicado en el condado de Camden en el estado estadounidense de Nueva Jersey. En el año 2019 tenía una población estimada de 1 959 habitantes y una densidad poblacional de 1.590 personas por km².

## Geografía
Laurel Springs se encuentra ubicado en las coordenadas 39°49′13″N 75°00′20″O / 39.82028, -75.00556.

## Demografía
Según la Oficina del Censo en 2000 los ingresos medios por hogar en la localidad eran de $52,500 y los ingresos medios por familia eran $58,854. Los hombres tenían unos ingresos medios de $41,349 frente a los $30,893 para las mujeres. La renta per cápita para la localidad era de $23,254. Alrededor del 3.7% de la población estaba por debajo del umbral de pobreza.